# João Cancelo
João Pedro Cavaco Cancelo, dit João Cancelo, est un footballeur international portugais né le 27 mai 1994 à Barreiro, qui évolue au poste d'arrière droit ou gauche à Al-Hilal FC. Il a joué 60 matchs avec l'équipe du Portugal et 451 en club.

## Biographie

### Benfica (2008-2015)
João Cancelo commence le football en 2005 au FC Barreirense, un club local. Prometteur, il est attire les regards et arrive au SL Benfica en 2008, âgé de 14 ans.
En 2014, il signe son premier contrat professionnel avec le SL Benfica où il doit faire face à la concurrence des expérimentés Maxi Pereira et André Almeida. Il ne dispute que deux matchs avec l'équipe première du SL Benfica.

### Prêt puis transfert définitif au Valence CF (2014-2018)
Le 20 août 2014, le SL Benfica prête son jeune joueur de 20 ans sans option d'achat au club espagnol du Valence CF. Durant son prêt, il joue 13 matchs.
Le 25 mai 2015, le club portugais du Benfica trouve un accord avec Valence pour un transfert de 15 millions d'euros.
De 2015 à 2017, il est pour le club espagnol un titulaire important et l'un des joueurs à la plus haute valeur marchande.
Il joue 78 matchs et marque 4 buts.

### Prêt à l'Inter Milan (2017- 2018)
Le 22 août 2017, Valence prête son joueur de 23 ans sans option d'achat à l'Inter Milan et joue 28 matchs durant la saison 2017-2018.
Le 17 avril 2018, lors de la réception de Cagliari, il inscrit un coup franc qui sera son seul et unique but sous les couleurs de l'Inter Milan.

### Départ pour la Juventus de Turin (2018-2019)
Le 27 juin 2018, le Valence CF officialise le départ de son défenseur João Cancelo : le latéral portugais rejoint la Juventus de Turin et paraphe un contrat jusqu’au 30 juin 2023. Le transfert rapporte plus de 40 millions d'euros au club espagnol.
Cancelo dispute son premier match avec la Vieille Dame le 18 août 2018, face à l'AC Chievo Vérone, lors de la première journée de Serie A 2018-2019 (victoire 3-2 au Stade Marcantonio-Bentegodi).
Cancelo inscrit son premier but avec les Bianconeri le 27 janvier 2019, lors de la 21e journée de championnat face à la Lazio Rome, à la 74e minute de jeu, soit 4 minutes après son entrée en jeu à la place de Douglas Costa (victoire 2-1 au stade olympique de Rome).

### Manchester City (2019-2024)

#### Saison 2019-2020
Le 7 août 2019, après seulement une saison passée à la Juventus, João Cancelo est transféré à Manchester City pour un montant de 65 millions d'euros ainsi que le latéral droit Danilo qui effectue le chemin inverse. João Cancelo signe un contrat de six ans avec les Citizens.
Il joue son premier match sous ses nouvelles couleurs le 25 août 2019 face à l'AFC Bournemouth, lors d'une rencontre de Premier League. Il entre en jeu à la place de Kyle Walker lors de cette rencontre remportée par son équipe (1-3). Il inscrit son premier but le 18 décembre 2019, à l'occasion d'une rencontre de coupe de la Ligue anglaise face à Oxford United. Il est titulaire et son équipe s'impose par trois buts à un. Il connaît néanmoins une première saison contrastée barré par la concurrence de Walker en tant que latéral droit, il n'est titulaire que 13 fois en 38 matchs de Premier League, rentrant également 4 fois en cours de partie.

#### Saison 2020-2021
Sa saison 2020-2021 est beaucoup plus aboutie sous le maillot mancunien : il joue 28 matchs de Premier League dont 27 comme titulaire, 3 matchs de FA Cup, 9 matchs de ligue des champions et quelques matchs de coupe anglaise. Au cours de cette saison, il évolue majoritairement au poste de latéral gauche ce qui lui permet d'être beaucoup plus utilisé par Guardiola.
Le 1er février 2022, il prolonge son contrat de deux ans avec le club auquel il est désormais lié jusqu'en 2027.
Au début de la saison 2022-2023, il récupère le n°7 (surprenant pour un défenseur) laissé vacant après le départ de Raheem Sterling à Chelsea.

### Prêt de 6 mois au Bayern Munich (2023)
Le 31 janvier 2023, quelques heures avant la fin du mercato hivernal, le Bayern Munich officialise l'arrivée en prêt avec option d'achat de Cancelo jusqu'à la fin de la saison, soit six mois. Il porte le numéro 22 dans l'effectif de Thomas Tuchel. Au total il portera 15 fois la tunique munichoise en Bundesliga, commençant 11 matchs, et jouant en moyenne 68 minutes par match. 
Après une demi-saison mitigée en Bavière au cours de laquelle le club arrache contre toute attente le championnat à la dernière journée par la différence de but, le joueur retourne à Manchester City, où il ne fait malheureusement plus partie des plans de Guardiola. 

### Prêt d'un an au FC Barcelone (2023-2024)
Malgré un dossier retardé à cause de problèmes financiers dans le chef du FC Barcelone, João Cancelo est officiellement prêté au FC Barcelone pour une année sans option d'achat. Son transfert a été officialisé deux heures avant la fin du mercato estival, le 1er septembre 2023. Il porte le numéro 2, laissé vacant à la suite du prêt de Sergiño Dest au PSV Eindhoven. Il inscrit son premier but sous ses nouvelles couleurs, le 16 septembre face au Betis Séville (victoire 5-0 des Catalans). Un bilan final de 42 matchs et 9 G/A inscrits conclut son aventure espagnole.
Malgré ces belles performances, João Cancelo n'est pas transféré à l'été. La saison vierge de Barcelone ne permet pas au portugais de garnir un peu plus son armoire à trophées.

### Départ vers l'Arabie saoudite (2024-)
Le 22 août 2024, le latéral gauche portugais est annoncé sur le départ vers l'Arabie saoudite. Le club d'Al-Hilal recruterait le défenseur pour un salaire de 70 millions d'euros sur trois ans. Manchester City récupèrerait environ 40 millions d'euros à l'occasion de cette revente. Quelques jours plus tard, son transfert est officialisé par le club saoudien.

### En équipe nationale
Il participe à la Coupe du monde des moins de 20 ans 2013 organisé en Turquie. Lors de ce tournoi, il joue deux matchs : contre le Nigeria et contre Cuba.
Il marque son premier but avec le Portugal le 1er septembre 2016 face à Gibraltar et son deuxième but le 7 octobre 2016 face à l'Andorre.
Le 14 mai 2018, João Cancelo figure sur une liste préliminaire de 35 joueurs pouvant participer à la Coupe du monde 2018, mais il n'est finalement pas inclus par Fernando Santos dans la liste définitive de 23 joueurs. L'année suivante, il participe à la Ligue des Nations 2019 qu'il remporte avec le Portugal.
Un test positif au SARS-CoV-2 le contraint à renoncer à participer à l'Euro 2020 où il était initialement sélectionné. 
Le 10 novembre 2022, il est sélectionné par Fernando Santos pour participer à la Coupe du monde 2022.
En mai 2024, il fait partie de la liste des 26 joueurs convoqués par Roberto Martinez pour disputer l'Euro 2024 . 

## Style de jeu
Évoluant au poste d'arrière latéral, João Cancelo s'y distingue davantage par des aptitudes offensives que défensives. Ses points forts sont sa vitesse, ses dribbles ou sa capacité à centrer.

## Statistiques
| Saison                | Club                  | Championnat           | Championnat | Championnat | Championnat | Coupe nationale | Coupe nationale | Coupe nationale | Coupe de la Ligue | Coupe de la Ligue | Coupe de la Ligue | Supercoupe | Supercoupe | Supercoupe | Compétition(s) continentale(s) | Compétition(s) continentale(s) | Compétition(s) continentale(s) | Compétition(s) continentale(s) | Coupe du monde des clubs | Coupe du monde des clubs | Coupe du monde des clubs | Portugal | Portugal | Portugal | Total | Total | Total |
| Saison                | Club                  | Division              | M.          | B.          | P.d.        | M.              | B.              | P.d.            | M.                | B.                | P.d.              | M.         | B.         | P.d.       | Comp.                          | M.                             | B.                             | P.d.                           | M.                       | B.                       | P.d.                     | M.       | B.       | P.d.     | M.    | B.    | P.d.  |
| 2012-2013             | Benfica Lisbonne B    | Segunda Liga          | 20          | 2           | 0           | -               | -               | -               | -                 | -                 | -                 | -          | -          | -          | -                              | -                              | -                              | -                              | -                        | -                        | -                        | -        | -        | -        | 20    | 2     | 0     |
| 2013-2014             | Benfica Lisbonne B    | Segunda Liga          | 31          | 1           | 0           | -               | -               | -               | -                 | -                 | -                 | -          | -          | -          | -                              | -                              | -                              | -                              | -                        | -                        | -                        | -        | -        | -        | 31    | 1     | 0     |
| Sous-total            | Sous-total            | Sous-total            | 51          | 3           | 0           | -               | -               | -               | -                 | -                 | -                 | -          | -          | -          | -                              | -                              | -                              | -                              | -                        | -                        | -                        | -        | -        | -        | 51    | 3     | 0     |
| 2013-2014             | SL Benfica            | Primeira Liga         | 1           | 0           | 0           | -               | -               | -               | 1                 | 0                 | 0                 | -          | -          | -          | -                              | -                              | -                              | -                              | -                        | -                        | -                        | -        | -        | -        | 2     | 0     | 0     |
| Sous-total            | Sous-total            | Sous-total            | 1           | 0           | 0           | 0               | 0               | 0               | 1                 | 0                 | 0                 | 0          | 0          | 0          | -                              | 0                              | 0                              | 0                              | -                        | -                        | -                        | 0        | 0        | 0        | 2     | 0     | 0     |
| 2014-2015             | Valence CF (prêt)     | Liga                  | 10          | 0           | 0           | 3               | 0               | 0               | -                 | -                 | -                 | -          | -          | -          | -                              | -                              | -                              | -                              | -                        | -                        | -                        | -        | -        | -        | 13    | 0     | 0     |
| 2015-2016             | Valence CF            | Liga                  | 28          | 1           | 4           | 4               | 1               | 0               | -                 | -                 | -                 | -          | -          | -          | C1+C3                          | 6+1                            | 1+0                            | 0+0                            | -                        | -                        | -                        | -        | -        | -        | 39    | 3     | 4     |
| 2016-2017             | Valence CF            | Liga                  | 35          | 1           | 4           | 3               | 0               | 0               | -                 | -                 | -                 | -          | -          | -          | -                              | -                              | -                              | -                              | -                        | -                        | -                        | 5        | 3        | 1        | 43    | 4     | 5     |
| 2017-2018             | Valence CF            | Liga                  | 1           | 0           | 0           | -               | -               | -               | -                 | -                 | -                 | -          | -          | -          | -                              | -                              | -                              | -                              | -                        | -                        | -                        | -        | -        | -        | 1     | 0     | 0     |
| Sous-total            | Sous-total            | Sous-total            | 74          | 2           | 8           | 10              | 1               | 0               | -                 | -                 | -                 | -          | -          | -          | -                              | 7                              | 1                              | 0                              | -                        | -                        | -                        | 5        | 3        | 1        | 96    | 7     | 9     |
| 2017-2018             | Inter Milan           | Serie A               | 26          | 1           | 3           | 2               | 0               | 0               | -                 | -                 | -                 | -          | -          | -          | -                              | -                              | -                              | -                              | -                        | -                        | -                        | 2        | 0        | 0        | 30    | 1     | 3     |
| Sous-total            | Sous-total            | Sous-total            | 26          | 1           | 3           | 2               | 0               | 0               | 0                 | 0                 | 0                 | 0          | 0          | 0          | -                              | 0                              | 0                              | 0                              | -                        | -                        | -                        | 2        | 0        | 0        | 30    | 1     | 3     |
| 2018-2019             | Juventus              | Serie A               | 25          | 1           | 3           | 1               | 0               | 0               | -                 | -                 | -                 | 1          | 0          | 0          | C1                             | 7                              | 0                              | 2                              | -                        | -                        | -                        | 7        | 0        | 0        | 41    | 1     | 5     |
| Sous-total            | Sous-total            | Sous-total            | 25          | 1           | 3           | 1               | 0               | 0               | 0                 | 0                 | 0                 | 0          | 0          | 0          | -                              | 7                              | 0                              | 2                              | -                        | -                        | -                        | 7        | 0        | 0        | 40    | 1     | 5     |
| 2019-2020             | Manchester City       | Premier League        | 17          | 0           | 0           | 4               | 0               | 1               | 4                 | 1                 | 0                 | -          | -          | -          | C1                             | 8                              | 0                              | 0                              | -                        | -                        | -                        | 2        | 0        | 0        | 35    | 1     | 1     |
| 2020-2021             | Manchester City       | Premier League        | 27          | 2           | 2           | 3               | 0               | 1               | 3                 | 0                 | 0                 | -          | -          | -          | C1                             | 9                              | 1                              | 0                              | -                        | -                        | -                        | 8        | 2        | 1        | 50    | 5     | 4     |
| 2021-2022             | Manchester City       | Premier League        | 36          | 1           | 7           | 5               | 0               | 0               | 1                 | 0                 | 0                 | 1          | 0          | 0          | C1                             | 9                              | 1                              | 3                              | -                        | -                        | -                        | 7        | 0        | 2        | 59    | 2     | 12    |
| 2022-2023             | Manchester City       | Premier League        | 17          | 2           | 1           | 1               | 0               | 0               | 1                 | 0                 | 0                 | 1          | 0          | 0          | C1                             | 5                              | 0                              | 3                              | -                        | -                        | -                        | 6        | 0        | 0        | 31    | 2     | 4     |
| Sous-total            | Sous-total            | Sous-total            | 96          | 5           | 10          | 13              | 0               | 2               | 9                 | 1                 | 0                 | 2          | 0          | -          | -                              | 32                             | 2                              | 6                              | -                        | -                        | -                        | 24       | 4        | 3        | 176   | 12    | 21    |
| 2022-2023             | Bayern Munich (prêt)  | Bundesliga            | 15          | 1           | 4           | 2               | 0               | 1               | -                 | -                 | -                 | -          | -          | -          | C1                             | 4                              | 0                              | 1                              | -                        | -                        | -                        | 3        | 1        | 0        | 24    | 2     | 6     |
| Sous-total            | Sous-total            | Sous-total            | 15          | 1           | 4           | 2               | 0               | 0               | 0                 | 0                 | 0                 | 0          | 0          | -          | -                              | 4                              | 0                              | 1                              | -                        | -                        | -                        | 3        | 1        | 0        | 24    | 2     | 5     |
| 2023-2024             | FC Barcelone (prêt)   | LaLiga                | 32          | 2           | 3           | -               | -               | -               | -                 | -                 | -                 | -          | -          | -          | C1                             | 10                             | 2                              | 1                              | -                        | -                        | -                        | 14       | 2        | 0        | 56    | 6     | 4     |
| Sous-total            | Sous-total            | Sous-total            | 32          | 2           | 3           | 0               | 0               | 0               | 0                 | 0                 | 0                 | 0          | 0          | 0          | -                              | 10                             | 2                              | 1                              | -                        | -                        | -                        | 14       | 2        | 0        | 56    | 6     | 4     |
| 2024-2025             | Al-Hilal              | Saudi Pro League      | 22          | 0           | 6           | 3               | 0               | 0               | -                 | -                 | -                 | -          | -          | -          | C1                             | 9                              | 2                              | 5                              | 5                        | 0                        | 1                        | 2        | 0        | 0        | 41    | 2     | 12    |
| Sous-total            | Sous-total            | Sous-total            | 22          | 0           | 6           | 3               | 0               | 0               | 0                 | 0                 | 0                 | 0          | 0          | 0          | -                              | 9                              | 2                              | 5                              | 5                        | 0                        | 1                        | 2        | 0        | 0        | 41    | 2     | 12    |
| Total sur la carrière | Total sur la carrière | Total sur la carrière | 351         | 15          | 37          | 31              | 1               | 3               | 10                | 1                 | 0                 | 3          | 0          | 0          | -                              | 69                             | 7                              | 15                             | 5                        | 0                        | 1                        | 59       | 10       | 4        | 528   | 34    | 60    |

## Palmarès

### En club
Benfica Lisbonne
- Champion du Portugal en 2014

Juventus FC
- Champion d'Italie en 2019
- Vainqueur de la Supercoupe d'Italie en 2019

Manchester City
- Championnat d'Angleterre en 2021, 2022 et 2023
- Vainqueur de la Ligue des Champions en 2023
- Vainqueur de la Coupe d'Angleterre en 2023
- Vainqueur de la League Cup en 2020 et 2021

Bayern Munich
- Champion d'Allemagne en 2023

### En sélection
Portugal
- Vainqueur de la Ligue des nations de l'UEFA 2018-2019

## Distinction personnelle
- 25e au Ballon d'or 2022
- Membre de l'équipe-type de FIFA FIFPro World11 en 2022